# Robinson Crusoe - La storia vera
(Robinson Crusoe)
Robinson Crusoe - La storia vera (Crusoe) è un film del 1989 diretto da Caleb Deschanel.
Il soggetto è tratto dal celebre romanzo di Daniel Defoe.

## Trama
Tidewater, Virginia, 1810. All'inglese Robinson Crusoe, venditore di schiavi neri nelle colonie britanniche del nord America, necessita di effettuare un nuovo viaggio presso il continente africano. Durante il viaggio accade l'irreparabile: a seguito di una violenta tempesta, l'intero equipaggio perde la vita, eccetto il protagonista che riesce a salvarsi naufragando su un'isola deserta. Nei primi periodi, Crusoe non riesce ad adattarsi perfettamente all'ambiente dell'isola e nei giorni successivi il naufrago si rende conto che è un luogo praticato da alcuni indigeni che si recano di tanto in tanto per compiere dei sacrifici umani.
Dal giorno successivo, Crusoe comincia ad abbattere alcuni alberi per fabbricarsi una barca, intenzionato quindi a ritornare a casa; il lavoro, però, si dimostra alla fine deludente, poiché proprio nel momento in cui l'uomo decide di portare la barca in mare, questa si rovescia di lato riempiendosi d'acqua. Rassegnato, Crusoe si trova una caverna che utilizza come una nuova casa. Successivamente, il suo cane Scamp comincia ad ammalarsi e nel tentativo, invano, di dargli un cucchiaio di vino, Crusoe lo ritrova privo di vita la mattina successiva. Comincia così un periodo d'intensa solitudine per Crusoe, fino a che non riesce a scorgere al largo dell'isola alcune imbarcazioni, con indigeni recatisi sull'isola per la cremazione del loro defunto capo ed il sacrificio di tre loro simili.
Il capo giace morto su di una grande poltrona fatta di rami, la quale viene data immediatamente fuoco; avviene nello stesso tempo lo sgozzamento dei tre sacrificanti, ma nel momento in cui sta per avvenire la terza ed ultima uccisione, dopo aver seguito la scena da una altura, Crusoe spara un colpo di fucile, distogliendo così l'attenzione dei cannibali. Il terzo cannibale che doveva essere sacrificato, ne approfitta per scappare, mentre Crusoe fa la stessa cosa.
I due s'incontrano per caso nella foresta ed il cannibale non oppone alcuna reazione vedendo Crusoe puntargli una pistola ed entrambi raggiungono la spiaggia assicurandosi che tutti i cannibali si siano recati sulle loro imbarcazioni.
Da questo momento il cannibale, chiamato da Crusoe Venerdì, comincia a fidarsi di colui che gli ha salvato la vita. La sera stessa però Crusoe, per sicurezza, non lo fa dormire con lui nella grotta e decide di lasciarlo fuori legato con una catena. La mattina successiva Crusoe rimane stupito nel non ritrovare più il cannibale dove lo aveva lasciato la sera precedente.
Inoltrandosi nuovamente all'interno dell'isola, Crusoe scorge del fumo provenire nel luogo dei sacrifici dove riesce a ritrovare la testa mozzata di Venerdì ed incappando facilmente in un agguato di un altro cannibale dall'aspetto di un guerriero, finendo in una trappola. Il cannibale lo lega ad un albero vicino alla sua grotta, dove rimane illeso fino al giorno successivo, lo stesso giorno in cui Crusoe sembra voler avere una rivincita su quel cannibale che lo aveva fatto suo prigioniero. Comincia così un inseguimento da parte di Crusoe che tenta di sparare a distanza l'indigeno, il quale riesce a sorprendere lo stesso Crusoe e lo induce in una lotta corpo a corpo. I due lottanti finiscono nelle sabbie mobili; il cannibale, più esperto, riesce ad uscire lasciando Crusoe sprofondare. Nonostante tutto viene concessa clemenza a Crusoe dal cannibale, il quale decide di aiutarlo ad uscire abbassandogli un ramo di un albero. Presto i due cominciano a collaborare e, nel linguaggio locale, Crusoe riesce a fatica a capire le intenzioni del cannibale stesso, il quale desidera fabbricarsi una piccola barca per ritornare a casa. Ultimato il lavoro di costruzione, Crusoe decide di rifabbricarsi una seconda barca da sé; uno strano sparo però induce Crusoe a vedere di cosa si tratta ed infatti l'uomo riesce a scorgere una nave. Da un'altura, Crusoe tenta di farsi vedere da alcuni uomini bianchi, i quali si trovavano sull'isola per catturare proprio il cannibale amico di Crusoe.
Crusoe però non perde tempo e riesce ad imbarcarsi di nascosto sulla nave che lo ricondurrà a casa.
L'equipaggio a bordo è composto anche da uno scienziato, studioso di cannibali, intenzionato a portare a Londra il cannibale prigioniero; Crusoe, però, non essendo d'accordo con la decisione dello scienziato, decide di liberare l'amico senza farsi vedere dai componenti dell'equipaggio.
Crusoe lascia così definitivamente l'isola rendendosi conto di quanto siano preziose la libertà e la vita.

## Produzione
Le riprese vennero principalmente effettuate sulle isole delle Seychelles, fra Frigate, La Digue e Praslin; parte della pellicola venne girata presso gli Avala Studios a Belgrado.

## Critiche
Lo scrittore Roger Ebert scrisse in quel periodo (il 21 aprile 1989), sul Chicago Sun-Times, che il film rappresentò solo poche cose importanti, anche se il regista mostrò perfettamente "il segreto della solitudine su un'isola deserta".
I vari servizi cinematografici scrissero che il film è un "adattamento alla concezione-sciolta della materia di eremita, cioè con immagini noiose".
La rivista Cinema ha invece giudicato il film come un'"interpretazione ostinata del Classico di Defoe".